# Prevot Island
Prevot Island (spanisch Isla Prevot, im Vereinigten Königreich Tangent Island) ist eine kleine und felsige Insel im Wilhelm-Archipel vor der Westküste des Grahamlands auf der Antarktischen Halbinsel. Sie ist die nördlichste der Wauwermans-Inseln und liegt 800 m nordöstlich von Miller Island.
Teilnehmer einer von 1953 bis 1954 durchgeführten argentinischen Antarktisexpedition benannten sie als Isla Fernando. Bei einer weiteren argentinischen Expedition (1956–1957) erfolgte die Benennung nach Leutnant Prevot, Kommandant einer mobilen Einheit der argentinischen Luftstreitkräfte in Antarktika, der im Dienst gestorben war. Das Advisory Committee on Antarctic Names übertrug diese Benennung 1965 ins Englische. Das UK Antarctic Place-Names Committee dagegen benannte sie nach ihrer geographischen Position auf der Südseite der Bismarck-Straße.